# متلازمة نقص تروية العين
متلازمة نقص تروية العين(بالإنجليزية: Ocular ischemic syndrome)‏ هو عبارة عن حالة نقص تروية في العين، وهي مجموعة من الأعراض التي تصيب العين وتتباين هذه الأعراض بين ثانوية وأعراض شديدة، وتتميز بنقصان الدم الشرياني المزمن للعين. وفي الحالة الشديدة قد يصاب المرضى بالعمى نتيجة انخفاض تدفق الدم إلى العين. وقد تكون علامة من علامات حدوث سكتة دماغية.

## الأعراض
حوالي 65% من المصابين بمتلازمة نقص تروية العين يكونون عادةً من الفئة العمرية سن 50 و 80.; ونسبة الرجال المصابين الضعف مقارنة بالنساء. أكثر من 90٪ من الذين يعانون من هذه الحالة لديهم فقدان البصر. يمكن للمرضى الإبلاغ عن آلام متكررة، فوق العين والحواجب. قد تظهر أيضا أعراض متلازمة نقص تروية العين مترافقة مع عدد من الأمراض الجهازية الأخرى بما في ذلك ارتفاع ضغط الدم الشرياني وداء السكري ومرض الشريان التاجي والسكتة الدماغية السابقة وغسيل الكلى.

## الأسباب
تضيق الشريان السباتي أو انسداده هو السبب الأكثر شيوعا لمتلازمة نقص تروية العين. وقد ارتبطت المتلازمة مع انسداد الشريان السباتي المشترك والشريان السباتي الداخلي، والحالة الأقل تسبّباً هي انسداد في الشريان السباتي الخارجي. وهناك أسباب أخرى تشمل ما يلي:
- -التهاب الشرايين تاكاياسو [8]
- -التهاب الشريان ذو الخلايا العملاقة [9]
- -انسداد الشريان العيني، بسبب الجلطات الدموية.
- -الانقطاع الجراحي للأوعية الدموية الهدبية الأمامية التي تزود العين، وخاصة خلال عملية جراحية واسعة حول الحول على 3 أو أكثر من عضلات المستقيمة، مما يؤدي إلى متلازمة نقص تروية الجزء الأمامي.

## العلاج
الإبلاغ الفوري عن أي حالة أو أعراض قد يؤدي إلى اتخاذ تدابير عاجلة لإنقاذ العين وحياة المريض. وينبغي أن تظل الشكوك السريرية عالية لفقدان الرؤية غير المؤلمة في المرضى الذين يعانون من تصلب الشرايين، والتخثر الوريدي العميق، والرجفان الأذيني، والجلطات الدموية الرئوية أو غيرها من الأعراض المتعلقة بالعين. وتلك التي تسببها انسداد الشريان السباتي أو انسداد لديها إمكانية لمزيد من السكتة الدماغية.
يعدّ انسداد الشرايين في شبكية العين حالة طارئة تصيب العين، والعلاج الفوري أمر ضروري.
في عام 2009، أضافت الجمعية الطبية (Undersea and Hyperbaric Medical Society) «انسداد الشريان الشبكي المركزي» إلى قائمة المؤشرات المعتمدة في العلاج باستخدام الأكسجين بالضغط العالي (هبو).</ref> حيث تستخدم كعلاج مساعد، ويصاحبه جنباً إلى جنب إعطاء السيتوكينات الالتهابية التي قد تُسهم في تحسين الرؤية. الوقاية من فقدان البصر تتطلب استيفاء شروط معينة: حيث يبدأ العلاج قبل حدوث ضرر لا رجعة فيه في مدة لا تزيد عن (أكثر من 24 ساعة)، يجب ألا يحدث الانسداد أيضا في الشريان العيني، كما يجب أن يستمر العلاج حتى الطبقات الداخلية في الشبكية وبتزويدها مرة أخرى الأوكسجين بواسطة الشرايين في شبكية العين.